# Serel OA-1001
Le Serel OA-1001 est un ordinateur à transistors germanium, avec mémoire à tores de ferrite (Transfluxor) créé vers la fin des années 1950 (1959-1960)
Il comprend une mémoire de 4 ou 8 kmots de 20 bits. Il occupe le volume de 2 baies d'électronique.
- Fréquence de travail : 300 Kcs
- Temps de cycle mémoire : 6 uS
- Addition, soustraction : 24 ou 30 uS

Un exemplaire unique de cet ordinateur a été sauvé, et est en cours de restauration[réf. souhaitée].